# Шлюпка

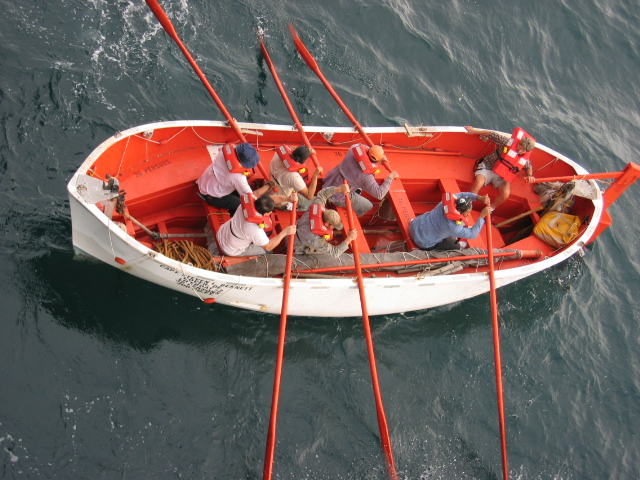
Рятувальна шлюпка

Шлю́пка (нід. sloep від sluipen — «підкрадатися»; пор. «шлюп») — загальна назва невеликого безпалубного судна, призначеного для транспортування особового складу й вантажів, а також для рятування людей на воді. За видом рушія шлюпки можуть бути гребними чи моторними, за призначенням — рятувальними, робочими і корабельними. Залежно від форми шлюпки поділяють на транцеві (з обрізаною кормою-транцем), вельботи (з гострою кормою) і шлюпки з округлою кормою.

## Використовування шлюпок
На військових кораблях шлюпки використовуються для різноманітних цілей: перевезення вантажів і особового складу до берега без обладнаного причалу (наприклад, десантування) чи між кораблями, тренування особового складу (шлюпочні перегони), врятування екіпажу в екстремальній ситуації та ін.
На цивільних суднах, що швартуються практично завжди біля обладнаних причалів, шлюпки виконують тільки рятувальну функцію.

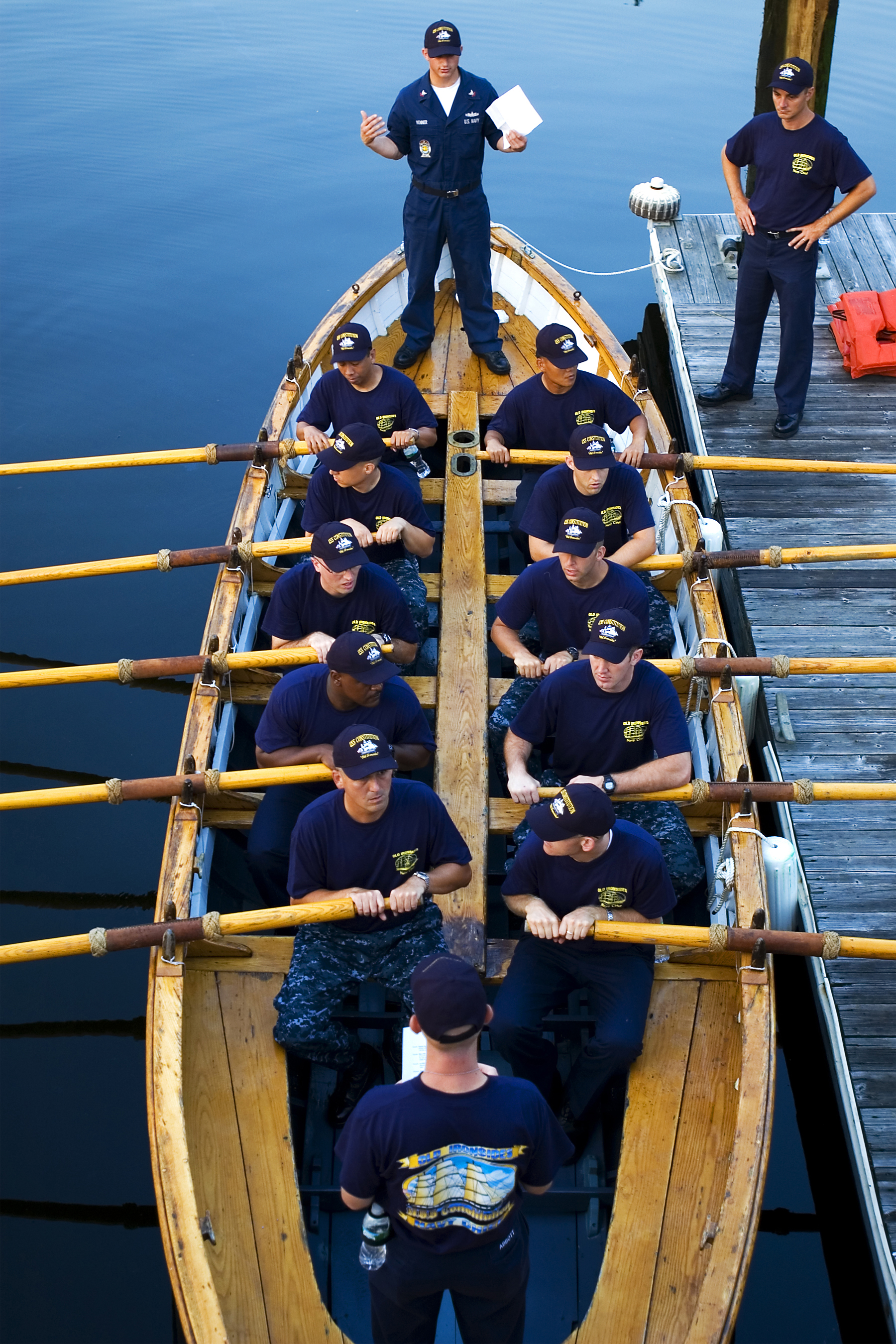
Вельбот корабля «Конституція»

## Будова

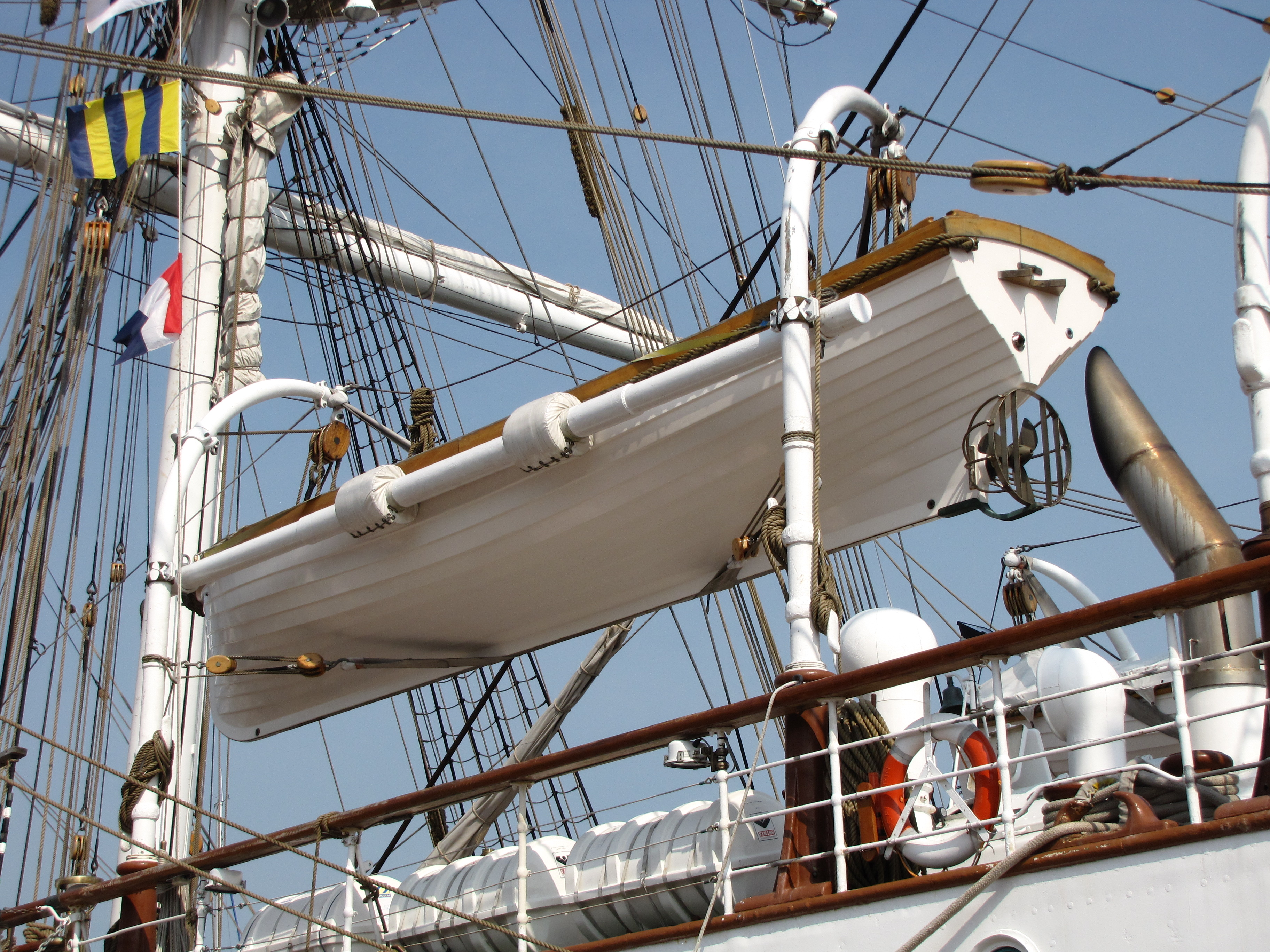
Шлюпка на шлюпбалках

Шлюпки можуть виготовлятися з дерева, металу або синтетичних матеріалів. Мають звичайний судновий набір (кіль, шпангоути, стрингери) і дощату або листову обшивку. На шлюпках зі шпону чи пластмаси шпангоути можуть бути відсутні. Поперек шлюпки йдуть банки — дошки, що розпирають борти і водночас служать сидіннями для веслярів. Окрім банок, шлюпка має ще кормове (на шлюпках військових кораблів на ньому розміщуються кермовий-старшина, а у русі під вітрилом — ще й командир), іноді носове сидіння. У днищі поруч кіля зроблений отвір, герметично закритий загвинтним корком: через нього після підняття шлюпки на борт можна злити воду, що потрапила в неї під час плавання. Правий і лівий привальні бруси між собою і форштевнем з'єднуються брешту́ком — дерев'яною лежачою кницею, на кормі їхні кінці сполучаються кницями з транцевою дошкою (у вельботів безпосередньо між собою). Дно шлюпки закривається щитами-рибинами, у деяких ділянках — ґратчастими люками; рибини і люки споряджені поперечними упорами для ніг веслярів. На бортах і планширі шлюпок передбачені підкочети для вставлення кочетів, а також обушки, вант-путенси, качки — для кріплення снастей стоячого і рухомого такелажу в русі під вітрилом. На зовнішньому боці ахтерштевня вроблена скоба для кріплення пера стерна, на внутрішньому боці форштевня може бути гак для клівер-галса. Швартовний пристрій складається з вроблених у штевні носового і кормового римів, за які кріпиться причальний трос — фа́лінь.
Для підйому шлюпок з води за допомогою шлюпбалок (або стріл) передбачені носовий і кормовий ланцюгові підйоми (підйомні рими) — вроблені з внутрішнього боку кіля (через кільсон) обухи, з приєднаними до них такелажними скобами відрізками ланцюга з римами. Останні проходять через обойми — щілиноподібні вирізи в банках або закріплені на ребрі банки скоби, а під час її спуску на воду або підйому на судно за рими закладаються гаки шлюпкових талів. Завдяки розташованим посередині банок обоймам закріплені на кілі ланцюги утримуються в діаметральній площині, що запобігає крену шлюпки при спуску/підйомі.
Гребні шлюпки споряджаються прибираними щоглами з 1-3 вітрилами, що разом складають шлюпочний рангоут (на деяких конструкціях рятувальних шлюпок замість весел і вітрил використовується гвинт з мускульною передачею). Для встановлення щогл на щоглових банках передбачені намітки (відкидні металеві скоби на шарнірі), а під намітками — степси (металеві гнізда з нагелем). Окрім рангоуту, до спорядження шлюпки входять шлюпковий якір (дрек) з канатом (дректовом), сокира, парусиновий чохол для вітрильного приладдя (киса), кілька анкерків, весла, румпелі (прямий і вигнутий), відпорні гаки, кочети, дощові укривала для веслярів, рятувальні круги, мати.
Шлюпки військових кораблів мають флюгарку — прапорець особливого малюнка і забарвлення, однаковий для всіх шлюпок даного корабля. Флюгарка пришивається до задньої шкаторини вітрила під військово-морським прапором, окрім того, її зображення нафарбовується на носі по бортах і на транці ззовні.

## Розміщення
Розміщають шлюпки вздовж бортів корабля, підвішуючи їх на шлюпбалках, чи встановлють на підставки — кільблоки, шлюпкові блоки. Деякі шлюпки можуть встановлювати на спеціальному настилі-рострах (кільбалки для них називаються також ростр-блоками). Шлюпки на кільблоках кріпляться по-похідному чотирма тросовими найтовами, закріпленими одним кінцем за обухи на палубі, другим — за планшир шлюпки за допомогою особливих захватів. Найтови споряджають глаголь-гаками для швидкого їх роз'єднання, а ланцюгові найтови ще талрепами — для обтягування найтовів. На старовинних кораблях на шлюпбалках підвішували легкі шлюпки, а баркаси встановлювали на кільблоках на шкафуті. Спуск шлюпок на воду здійснюється або на шлюпбалках, або за допомогою вантажних стріл.

## Види
- Баркас — 20- чи 16-веслова шлюпка. Оснащується двома прибираними щоглами.
- Півбаркас — 16- чи 14-веслова шлюпка.
- Вельбот — 6-веслова шлюпка. Оснащується однією прибираною щоглою, іноді підвісним мотором.
- Гічка — легка швидкохідна шлюпка, з транцевою кормою, 5-8 веслами. Використовувалася для роз'їздів адміралів і командирів кораблів.
- Дингі
- Катер — 10-веслова шлюпка. Оснащується двома прибираними щоглами.
- Рятувальна шлюпка
- Туз — 2-веслова шлюпка.
- Ял — 6-, 4- чи 2-веслова шлюпка. Шести- і чотиривеслові оснащуються однією прибираною щоглою, іноді підвісним мотором.